# The Break-Up
The Break-Up es una película estadounidense de comedia romántica dramática de 2006, dirigida por Peyton Reed y protagonizada por Vince Vaughn y Jennifer Aniston. El guion, escrito por Jay Lavender y Jeremy Garelick, se basó en una idea original de Vaughn. La trama se centra en Brooke (Aniston) y Gary (Vaughn), una pareja que decide poner fin a su relación después de varios años juntos, lo que desencadena una intensa lucha por quién se queda con el apartamento que compartían y una serie de conflictos derivados de cómo cada uno enfrenta la ruptura.
La cinta se filmó y ambientó en Chicago, ciudad en la que creció Vaughn. Aniston recibió la propuesta de protagonizar The Break-Up justo después de su separación de Brad Pitt, un hecho que ella describió como «irónico» y «catártico».
La crítica cinematográfica ofreció opiniones mixtas sobre la película, viéndola en gran medida como una comedia «anti» romántica o un drama con elementos cómicos. Con un costo de producción de 52 millones de dólares, The Break-Up se convirtió en un éxito de taquilla, recaudando más de 205 millones de dólares en Estados Unidos y el resto del mundo. Además, la película recibió premios y candidaturas en los Premios People's Choice, Teen Choice Awards y la Asociación Estadounidense de Compositores, Autores y Editores.

## Trama
Gary Grobowski y Brooke Meyers se conocen en Wrigley Field durante un juego de los Chicago Cubs, comienzan a salir y finalmente compran un condominio juntos. Gary trabaja como guía turístico en una empresa familiar con sus hermanos Lupus y Dennis. Brooke dirige una galería de arte propiedad de la excéntrica artista Marilyn Dean.
Su relación llega a un punto crítico después de una serie de discusiones cada vez mayores. Brooke, sintiéndose despreciada, critica la inmadurez de Gary y su falta de voluntad para trabajar para mejorar su relación. Gary se siente frustrado por la actitud perfeccionista y controladora de Brooke y expresa su deseo de tener un poco más de independencia, especialmente cuando llega a casa del trabajo con ganas de relajarse.
Brooke se enoja cuando Gary no se ofrece a ayudarla a limpiar después de una gran cena en su casa. Aún frustrada por su discusión anterior no resuelta, ella rompe con él (a pesar de seguir enamorada de él). Brooke busca consejos sobre relaciones con su hermana Addie, mientras Gary habla con su amigo Johnny.
Como ninguno de los dos está dispuesto a mudarse de su condominio, continúan viviendo juntos; pero cada uno comienza a actuar para provocar al otro de maneras cada vez más elaboradas. Gary compra una mesa de billar, llena el condominio de comida y basura e incluso organiza una fiesta de strip poker con Lupus y algunas mujeres. Mientras tanto, Brooke hace que echen a Gary de su equipo de bolos «solo para parejas» y comienza a salir con otros hombres en un intento de ponerlo celoso.
Cuando su amigo y agente inmobiliario Mark vende el condominio, Gary y Brooke reciben un aviso de dos semanas para mudarse. Brooke invita a Gary a un concierto de Old 97's, con la esperanza de que él se dé cuenta de que el gesto pretende ser su último intento por salvar la relación. Gary accede a reunirse con ella, pero no comprende las intenciones de Brooke y se pierde el concierto, rompiéndole el corazón a Brooke sin saberlo. Pelean por última vez. Brooke dice que Gary nunca igualó su nivel de esfuerzo y Gary responde que Brooke nunca tuvo claro lo que quería. Más tarde, Johnny le señala a Gary ha sido egoísta y emocionalmente distante de Brooke, condenando su relación al fracaso.
Brooke deja su trabajo y planea irse de viaje. Una noche, trae a casa a un cliente de la galería de arte. Encuentra el condominio limpio y Gary preparando una cena elegante. Le promete apreciarla más, pero para Brooke, es demasiado tarde y rechaza el gesto. Gary parece entenderla y la besa antes de irse.
Ambos se mudan del condominio. Gary asume un papel más activo en su negocio, mientras Brooke viaja por el mundo y finalmente regresa a Chicago. Tiempo después, se reencuentran por casualidad en la calle. Después de ponerse al día de manera incómoda pero amistosa, se despiden.

## Reparto
- Vince Vaughn como Gary Grobowski
- Jennifer Aniston como Brooke Meyers
- Jon Favreau como John «Johnny O» Ostrofski, bartender y amigo de Gary.
- Cole Hauser como Lupus Grobowski, hermano de Gary.
- Joey Lauren Adams como Addie Jones, hermana de Brooke.
- Judy Davis como Marilyn Dean, artista y jefa de Brooke.
- Justin Long como Christopher Hirons, recepcionista de la galería en la que trabaja Brooke.
- Jason Bateman como Mark Riggleman, agente de bienes raíces y amigo en común de la pareja.
- Ivan Sergei como Carson Wingham, cliente de la galería que muestra cierto interés en Brooke.
- Vincent D'Onofrio como Dennis Grobowski, hermano y jefe de Gary.
- John Michael Higgins como Richard Meyers, hermano de Brooke.
- Vernon Vaughn como Howard Meyers, padre de Brooke.
- Ann-Margret como Wendy Meyers, madre de Brooke.
- Peter Billingsley como Andrew, marido de Addie.
- Mary-Pat Green como Mischa, depiladora personal de Marilyn Dean.
- Keir O'Donnell como Paul Grant, amigo de Andrew y cita de Brooke.
- Geoff Stults como Mike Lawrence, cita de Brooke.
- Zack Shada como Mad Dawg Killa (voz).
- Brad Nelson como Greg.

## Producción
Decepcionado con las comedias románticas que Hollywood le ofrecía, Vince Vaughn comenzó a desarrollar la idea de The Break-Up alrededor de 1996, cuando su carrera en el cine comenzaba a afianzarse después del estreno de Swingers. Vaughn se inspiró en el filme La extraña pareja y en elementos de relaciones previas que había tenido. En diciembre de 2002, Vaughn se reunió en una oficina de Los Ángeles con los guionistas debutantes Jeremy Garelick y Jay Lavender, quienes habían estado trabajando un guion para una comedia titulada The Golden Tux, con la idea de que estuviese protagonizada por Vaughn. En esa misma reunión, el actor les propuso que escribieran el guion de The Break-Up. A continuación, se reunió con Garelick y Lavender durante seis meses para trabajar intensamente en el guion. Una vez terminado, Vaughn lo presentó a los estudios y Universal Pictures estuvo de acuerdo en «colaborar» el la producción, mientras que el actor puso como condición que se le permitiera decidir qué se usaba y qué no. Universal compró el guion por 2,25 millones de dólares. Por sugerencia de Universal, se filmó un «final feliz tradicional», aunque nunca se incluyó en las proyecciones de prueba, según Vaughn, «por miedo a que el público reaccionara positivamente a él», ya que sabía que no era «auténtico». Más allá de las diferencias con respecto al final, Vaughn aseguró que Universal le dio a los realizadores la libertad creativa para hacer la película que tenían en mente.
Mientras el guion todavía estaba en desarrollo, Vaughn tuvo en mente a Jennifer Aniston para interpretar a la protagonista, por su habilidad para el humor. En marzo de 2005 se anunció que la filmación comenzaría en junio de ese año. Cuando llegó el momento del rodaje se realizaron ajustes al guion para contemplar la perspectiva de los actores. Desde un principio, Vaughn y Lavender, originarios de Chicago, no solamente querían filmar en esa ciudad sino que también querían que el filme adoptara su estética. La filmación se llevó a cabo en Chicago, casi al mismo tiempo que Aniston finalizó su relación con Brad Pitt, lo que ella describió como «catártico». Aniston comentó que actuar junto a Vaughn era como jugar con «un profesional del tenis» por su «ida y vuelta» con el actor.

## Recepción

### Taquilla
Con un presupuesto de producción de 52 millones de dólares, la película recaudó más de 205 millones de dólares en total, incluyendo 118,7 millones de dólares en la taquilla estadounidense.

### Crítica
Tras su estreno, la cinta recibió críticas dispares. En Rotten Tomatoes, la película tiene un índice de aprobación del 34 % basado en 194 reseñas con una calificación promedio de 5/10. El consenso crítico del sitio dice: «Esta comedia antirromántica carece tanto de risas como de perspicacia, lo que resulta en una experiencia extraña e insatisfactoria». En Metacritic, la película tiene una puntuación de 46 sobre 100 basada en 37 críticas, lo que indica «críticas mixtas o promedio». Varios críticos catalogaron a The Break-Up como una comedia «anti» romántica.
El crítico Roger Ebert calificó el filme con dos estrellas sobre cuatro. Philip French escribió para The Guardian que «esta es esa rama de la comedia romántica conocida como "película de relaciones", pero generalmente escasa en líneas ingeniosas e situaciones divertidas». Andrew Sarris, de The New York Observer, criticó el guion y la dirección, y mencionó que la «falta total de química» entre los personajes de Vaughn y Aniston «hace que la tarea de representar la falta de armonía sea ridículamente fácil». Sin embargo, el crítico dio crédito por tener «el coraje de tener convicciones pesimistas al no ofrecerle a la audiencia un final feliz artificial». Joe Morgenstern, de The Wall Street Journal, escribió: «No es una buena señal cuando una película se llama The Break-Up [la ruptura] y no puedes esperar a que la pareja se separe, para que ambos encuentren alivio el uno del otro y el público también». En opinión de Claudia Puig, de USA Today, «The Break-Up no es cómica ni romántica, y ciertamente no es una película para citas. Verla es casi tan doloroso como pasar por el final de una relación».
Entre los críticos que reseñaron las película positivamente estuvo Peter Travers, de Rolling Stone, quien la comparó con La guerra de los Rose (1989) y opinó que «las risas no tienen piedad». A Jack Mathews, de New York Daily News, el filme también le recordó a La guerra de los Rose y comentó que los dos protagonistas ofrecen «lo que podría ser las mejores actuaciones de sus carreras». Owen Gleiberman, de Entertainment Weekly, y James Berardinelli, de ReelViews, también hicieron referencia a La guerra de los Rose en sus reseñas. El sitio IGN elogió las actuaciones, comentando que Vaughn le agrega al lado cómico de su personaje una caracterización «conmovedora, empática y dramática», y que Aniston también combina la comedia con el drama en «uno de los trabajos más maduros que ha hecho». Suzy Hansen, de The New York Observer, dijo que The Break-Up era «mucho mejor que las comedias románticas» contemporáneas. Además se refirió a los protagonistas y sostuvo que «no te gustarán mucho en esta película. Así que no se trata de química, una idea que sugeriría que una película debería tratarse solo sobre estrellas de cine». Hansen concluyó: «No se siente bien. No es ese tipo de película».

#### Valoración posterior
La cadena Univision mencionó que «aunque muchos califican el film como de comedia, realmente resulta lo contrario», y que «se trata de un drama interesante con interludios graciosos».
Rosie Swash, de The Guadian, reseñó la cinta en 2014 y afirmó que «la fórmula de la comedia romántica rara vez es tan satisfactoria como en este caso». En 2015, Richard Brody, de The New Yorker, afirmó que The Break-Up «resultó ser una película estupenda». Brody argumentó que «invirtió el tropo de la comedia romántica para convertirla en un desastre romántico que reveló los términos y los límites del amor». En 2023, Business Insider incluyó The Break-Up en su selección de las mejores películas para ver después del final de una relación, indicando que el filme «demuestra que incluso los finales más complicados y dolorosos no tienen por qué seguir siendo desagradables para siempre». En una lista de las diez representaciones cinematográficas más realistas de personajes que atraviesan rupturas sentimentales, Screen Rant publicó: «La película muestra eficazmente tanto la mezquindad como el crecimiento personal que puede surgir después de una separación difícil».

### Premios y nominaciones
| Organización                                                  | Categoría                           | Receptor                      | Resultado  | Ref.   |
| ------------------------------------------------------------- | ----------------------------------- | ----------------------------- | ---------- | ------ |
| Asociación Estadounidense de Compositores, Autores y Editores | Películas más taquilleras           | John Brion John O'Brien       | Ganadores  | [ 13 ] |
| Premios People's Choice                                       | Estrella de cine femenina favorita  | Jennifer Aniston              | Ganadora   | [ 11 ] |
| Premios People's Choice                                       | Emparejamiento favorito en pantalla | Jennifer Aniston Vince Vaughn | Candidatos | [ 42 ] |
| Teen Choice Awards                                            | Mejor película - Comedia            | Mejor película - Comedia      | Candidata  | [ 43 ] |
| Teen Choice Awards                                            | Mejor actor - Comedia               | Vince Vaughn                  | Candidato  | [ 44 ] |
| Teen Choice Awards                                            | Mejor actriz - Comedia              | Jennifer Aniston              | Candidata  | [ 43 ] |
| Teen Choice Awards                                            | Mejor química en pantalla           | Jennifer Aniston Vince Vaughn | Ganadores  | [ 12 ] |
| Teen Choice Awards                                            | Actor revelación                    | Justin Long                   | Candidato  | [ 45 ] |

## Banda sonora
Todas las canciones escritas y compuestas por Jon Brion excepto las indicadas. 
| N.º   | Título                                                             | Duración |  |
| 1.    | «Crazy Little Thing Called Love» (Dwight Yoakam)                   | 2:21     |  |
| 2.    | «Who Loves You Baby» (Telly Savalas)                               | 3:26     |  |
| 3.    | «Story of My Life» (Social Distortion)                             | 4:53     |  |
| 4.    | «The Break-Up (Theme)»                                             | 3:06     |  |
| 5.    | «Timebomb» (Old 97's)                                              | 3:09     |  |
| 6.    | «Boogie Nights» (John Michael Higgins & His Symphony of Guys)      | 2:20     |  |
| 7.    | «Ay Cosita Linda» (Pérez Prado)                                    | 2:25     |  |
| 8.    | «26» (Shawn Lee)                                                   | 2:07     |  |
| 9.    | «It's Only a Paper Moon» (Ella Fitzgerald)                         | 3:34     |  |
| 10.   | «Mirror»                                                           | 0:23     |  |
| 11.   | «Time» (Rich Jacques)                                              | 4:10     |  |
| 12.   | «La Vem a Baiana» (Jussara Silveira)                               | 4:02     |  |
| 13.   | «I Can See Clearly Now» (Johnny Nash)                              | 2:46     |  |
| 14.   | «Rainbow Connection» (John Michael Higgins & His Symphony of Guys) | 3:01     |  |
| 41:43 |                                                                    |          |  |